# Haemodorum paniculatum
Haemodorum paniculatum är en enhjärtbladig växtart som beskrevs av John Lindley. Haemodorum paniculatum ingår i släktet Haemodorum och familjen Haemodoraceae. Inga underarter finns listade.